# Château de la Moglais
Le château de la Moglais est un édifice situé à Lamballe, en France.

## Localisation
Le château est situé sur le territoire de la commune de Lamballe, dans le  département des Côtes-d'Armor, en région Bretagne.

## Description
Le domaine de la Moglais comprend un château achevé vers 1734 environné de communs et d'un parc à la française. Sous la Restauration, le château et le parc sont réaménagés, ce dernier conservant de cette époque plusieurs bâtiments décorés de façades à l'italienne, parmi lesquels une orangerie et un petit théâtre ou salle des fêtes. La partie du logis ayant échappé à l'incendie de 1941 a conservé sa distribution et un décor de grande qualité datant du début du XIXe siècle. Deux chambres, au premier étage, sont ornées de papiers peints panoramique ainsi qu'une chambre située au premier étage de l'aile sud.

## Historique
Le monument fait l'objet d’une inscription au titre des monuments historiques depuis le 16 novembre 2011.

## Protection
Éléments protégés : le logis principal pour ses façades et toitures et pour ses intérieurs des XVIIIe et XIXe siècles (entrée, escalier d'honneur et cage d'escalier, grand salon du rez-de-chaussée, trois pièces du rez-de-chaussée de l'aile sud, couloir du premier étage, trois chambres du premier étage avec leurs panneaux de papiers peints, escalier en bois de l'aile sud) ; les communs situés en vis à vis de part et d'autre de la cour d'honneur, à l'exclusion cependant des bâtiments de liaison, pour leurs façades et toitures ; l'orangerie en totalité ; le bâtiment dénommé théâtre ou salle des fêtes, pour ses façades et toitures ; la cour d'honneur et le jardin pour leurs sols d'assiette, leurs murs, grilles, éléments de clôture et fossés, les deux pavillons situés de part et d'autre de la grille d'entrée, les douves ornementales avec le pont orné de sphinges, les statues, vases et vasques ; la partie conservée de l'ancienne avenue établie au nord-ouest.

## Galerie

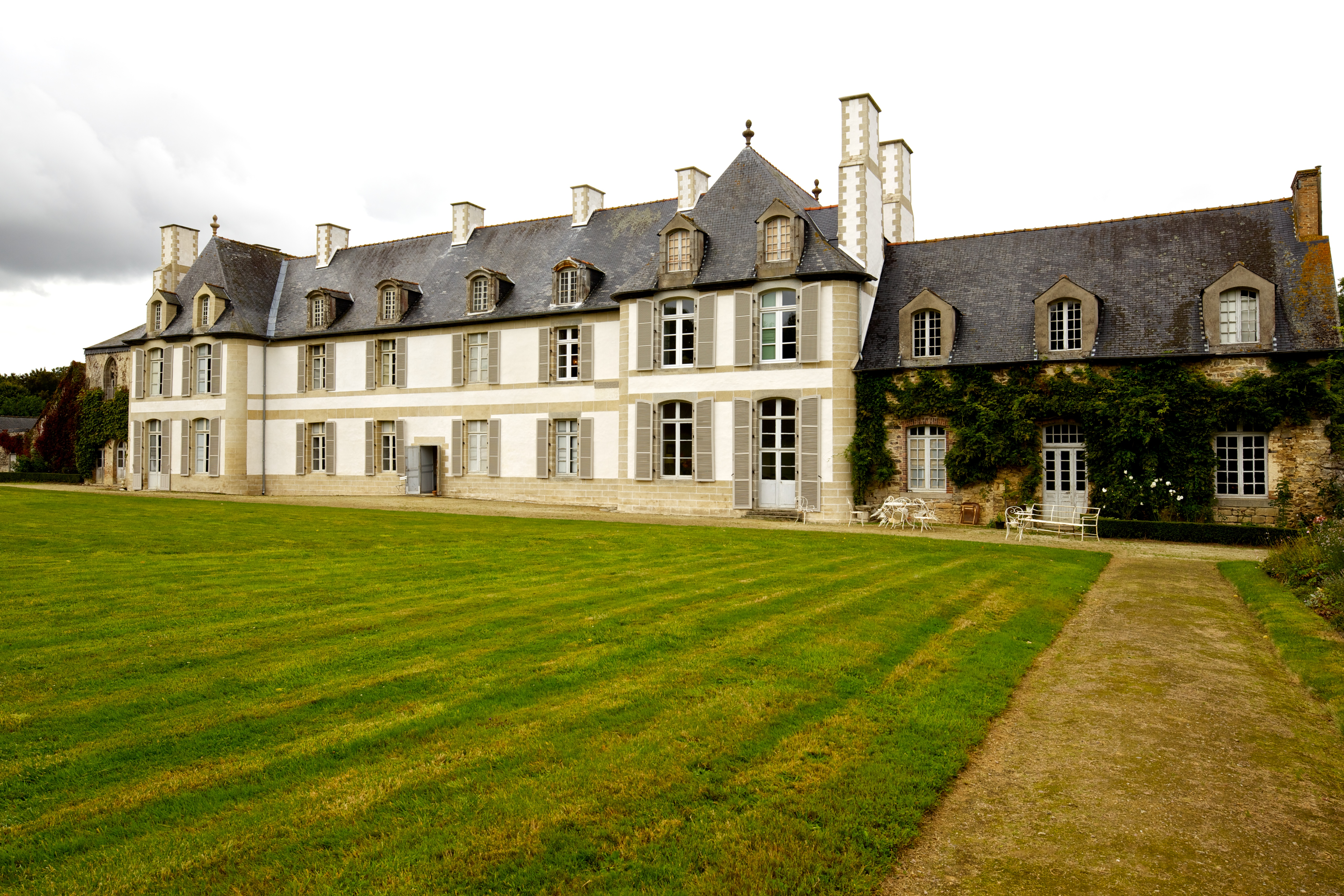
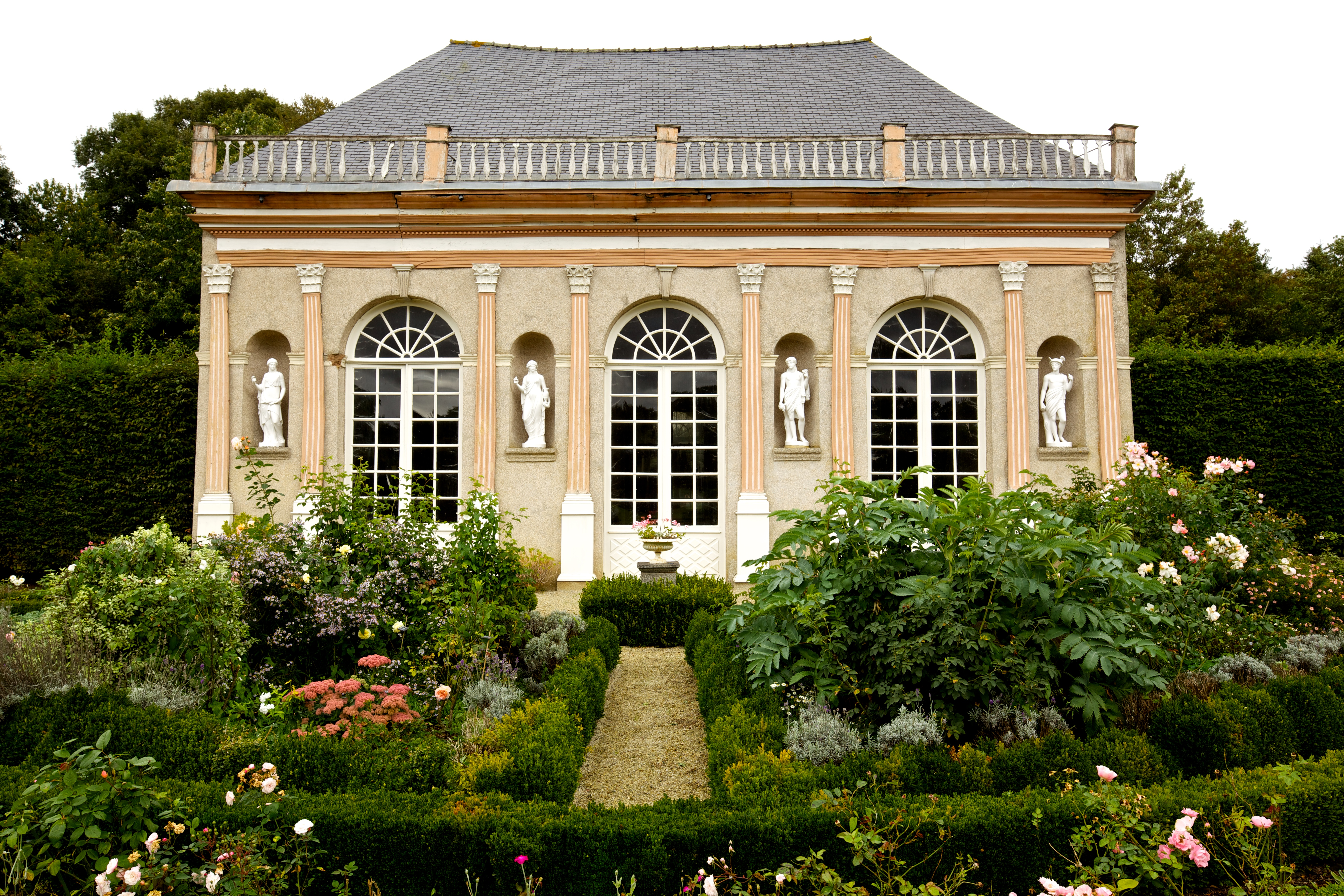
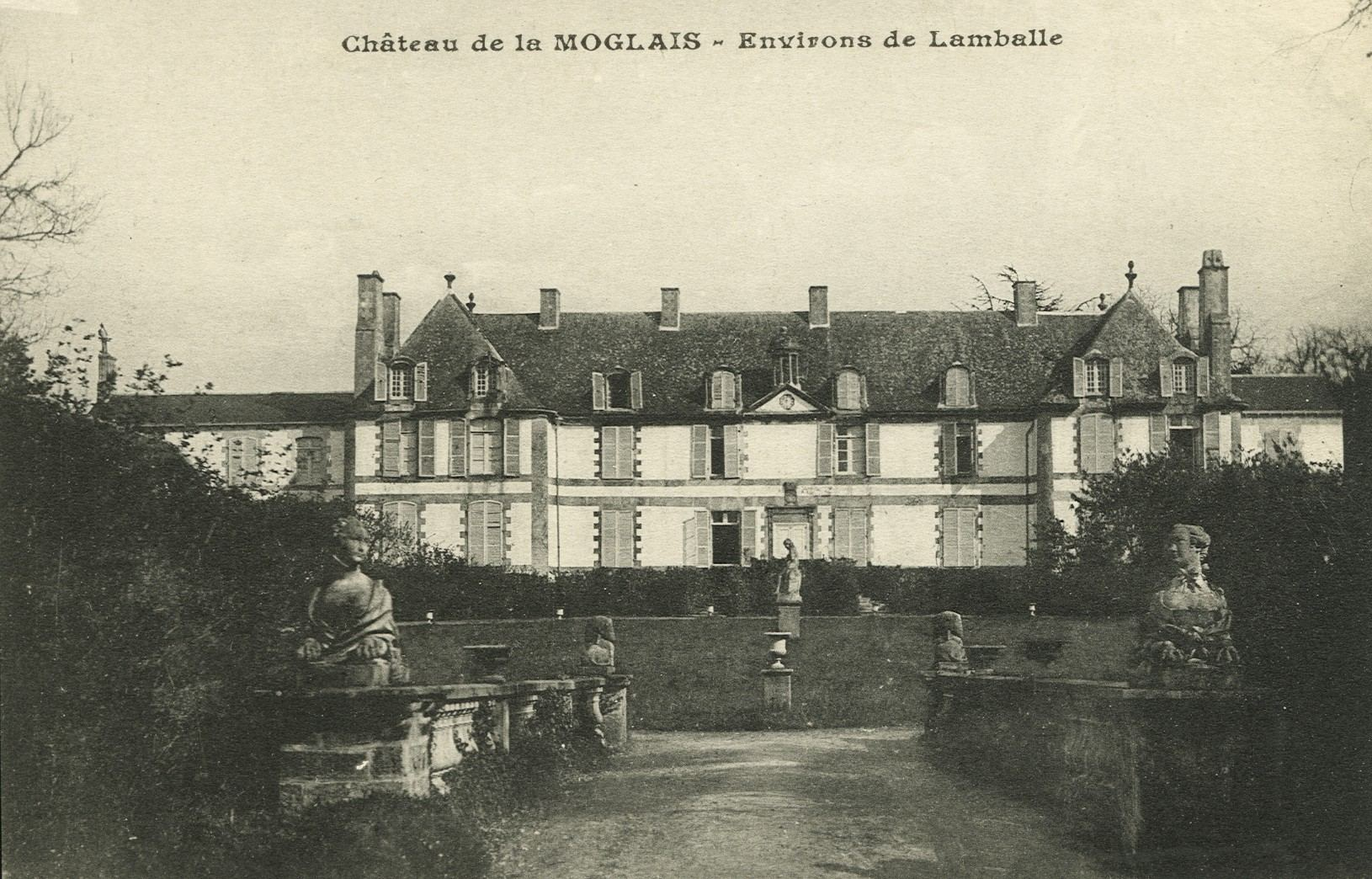